# Burgus Dunakeszi
Der Burgus Dunakeszi ist ein kleines ehemaliges römisches Militärlager, das als spätantiker Ländeburgus die Überwachung eines Donauübergangs am pannonischen Limes (Limes Pannonicus) sicherte. Der Strom bildete in weiten Abschnitten die römische Reichsgrenze. Die Befestigung lag am Ostufer des Donauhauptarms, im Barbaricum. Ihr am Westufer gegenüber lag auf der Donauinsel Szentendrei (St. Andrä) mit dem Burgus Szigetmonostor-Horány ein weiterer Brückenkopf. Die beiden Anlagen schützten mit diesem Übergang eine spätantike Straßenverbindung zwischen dem westlich, auf römischem Reichsgebiet gelegenen Kastell Constantia und dem auf sarmatischem Gebiet wahrscheinlich in valentinianischer Zeit begonnenen, aber nie vollendetem Kastell Göd-Bócsaújtelep.

## Lage und Forschungsgeschichte

Der Limes Pannonicus am Pilisgebirge

Der Burgus, der sich mit seinem Zentralbau auf eine überschwemmungssichere Terrasse stützte, ist die südlichste brückenkopfartige Festung an diesem Limesabschnitt und liegt in der Gemarkung von Dunakeszi, rund 80 Meter nördlich der an das Flussufer zur Fähre führenden Rév-Straße. Das Gebiet war bereits während der Bronzezeit besiedelt. Aus der spätrömischen Provinz Valeria konnten Truppen im 4. Jahrhundert über den Ländeburgus Szentendre-Dera und die Donauinsel nach Horány gelangen, um von dort aus den Hauptstrom der Donau zu überqueren, bei Dunakeszi anzulanden und anschließend in die außerhalb des Reichsgebietes liegende Pufferzone des Limes Sarmatiae zu gelangen, in dem es neben der Festung Contra Constantiam noch weitere römische Militärstationen gab. Oft genug mussten die römischen Truppen gegen die hinter dem sarmatischen Limes lebenden, mit Rom durch Verträge gebundenen Sarmaten selber ausrücken, da dieses unruhige Volk immer wieder zu Raubzügen und Kriegen in die pannonischen Provinzen aufbrach.
Bereits Flóris Rómer (1815–1889), Begründer der wissenschaftlichen Archäologie in Ungarn, ließ 1877 an einem Eckturm der bereits damals durch die Donau stark zerstörten Mauern eine eintägige Ausgrabung vornehmen, konnte jedoch keine Übersicht zu einem zusammenhängenden Grundriss mehr ermitteln. 1935 bemühte sich Lajos Nagy mit einer weiteren, kleinen Grabung, neue Erkenntnisse zu gewinnen. Doch erst 1985 zeigten sich im Keller des Hauses an der Duna sor 30 Reste des im Uferbereich steckenden Kernbaus dieses Burgus. 2002 fand eine Fundrettung durch den Archäologen Zsolt Mráv, statt, die neue, wesentliche Erkenntnisse brachte.
Seit 2009 sind einige baulichen Reste des trotz aller Zerstörungen noch hoch erhaltenen zentralen Turmbaus im Untergeschoss eines 2002 errichteten Einfamilienhauses an der Duna sor Nr. 28 zu besichtigen. Weitere Reste der Anlage wurden in den Garten des Neubaus integriert. Der Hausbesitzer, der ursprünglich nichts von den antiken Resten auf seinem Grund wusste, arbeitete dabei vorbildlich mit den verantwortlichen Experten zusammen. Erst 2004 ist der Burgus zum nationalen Denkmal erklärt worden.

## Baugeschichte

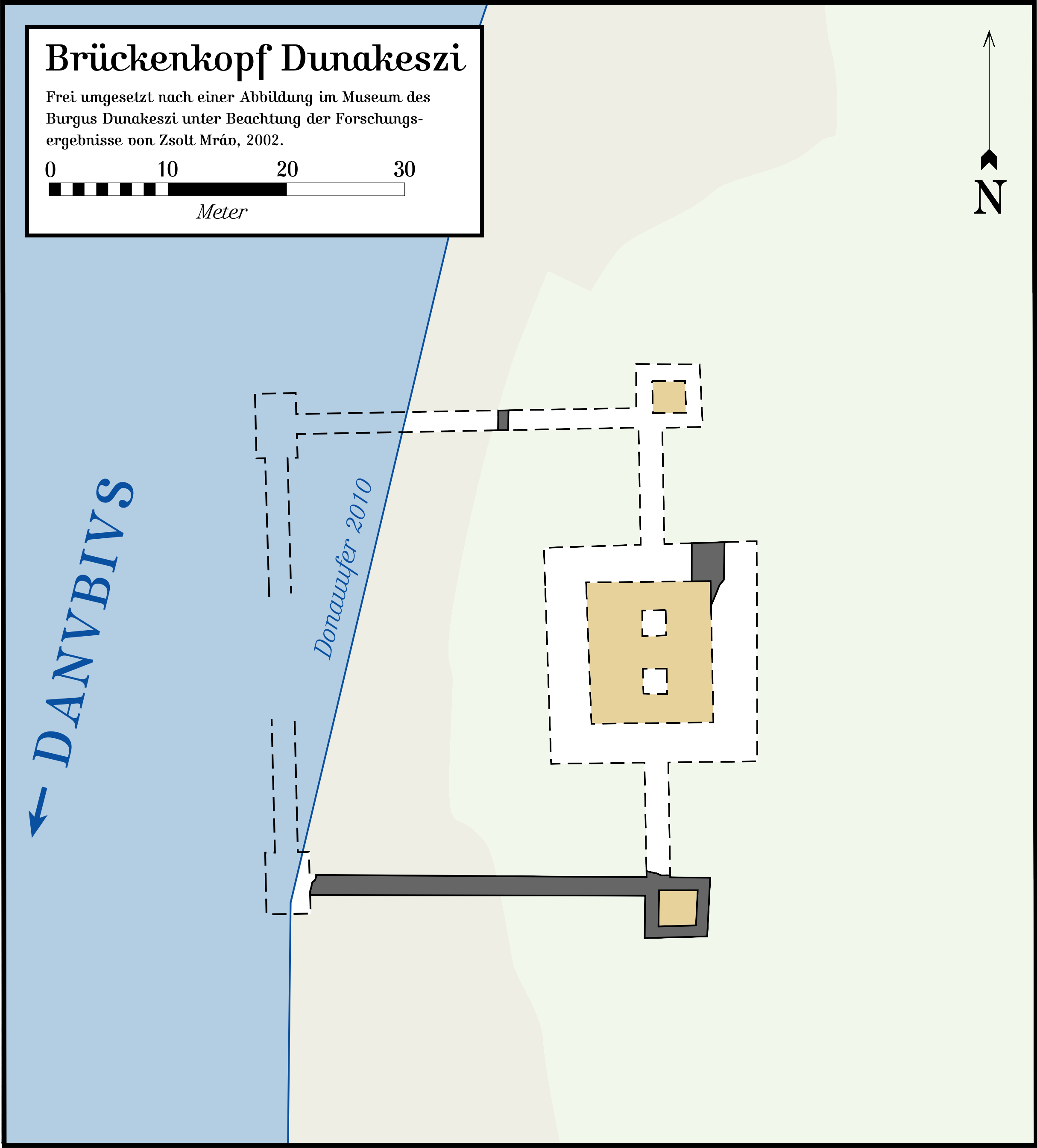
Der Ländeburgus nach den Grabungen von 2002

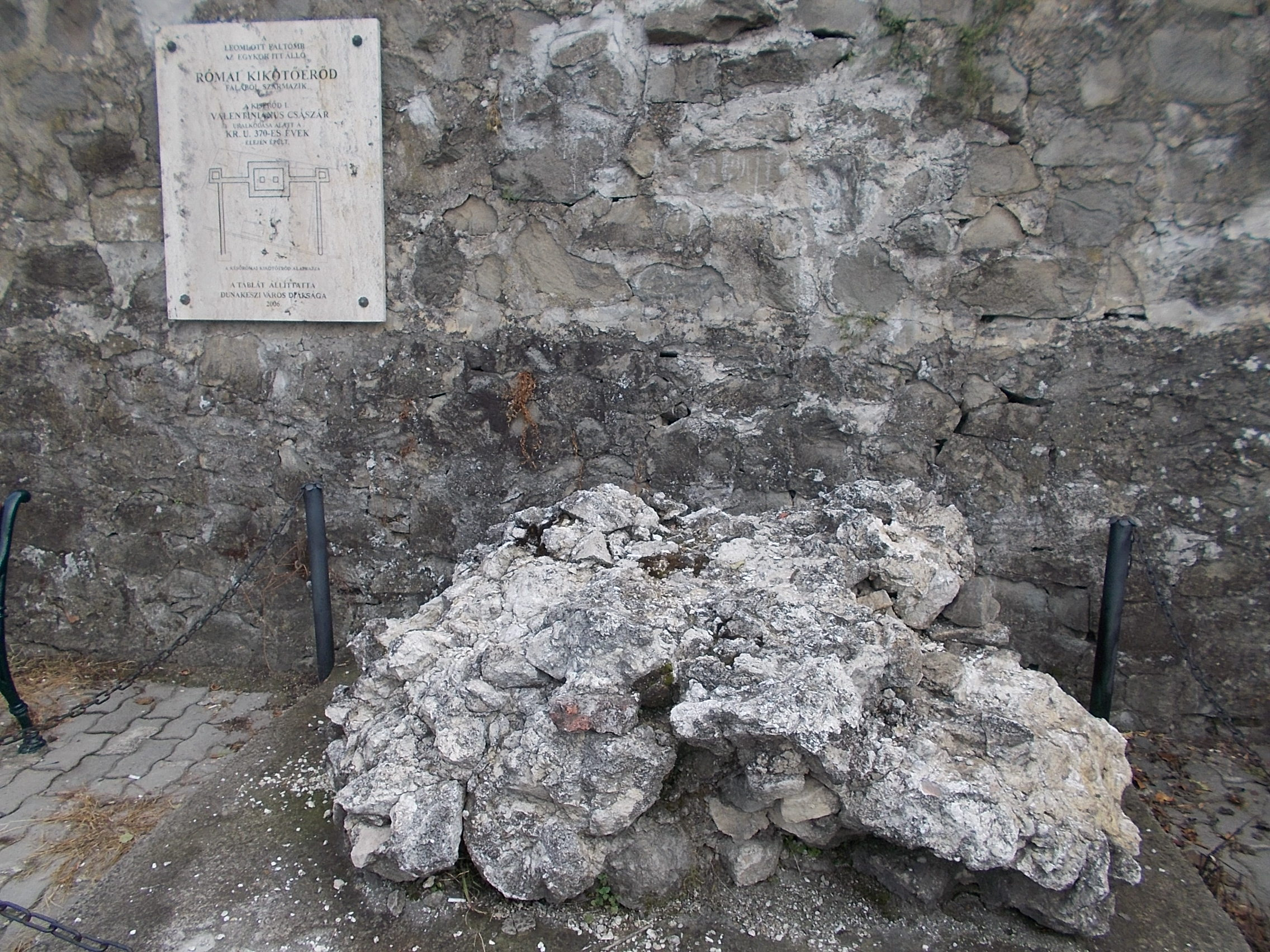
Gedenktafel von 2006 und Mauerrest im Bereich des ehemaligen Burgus

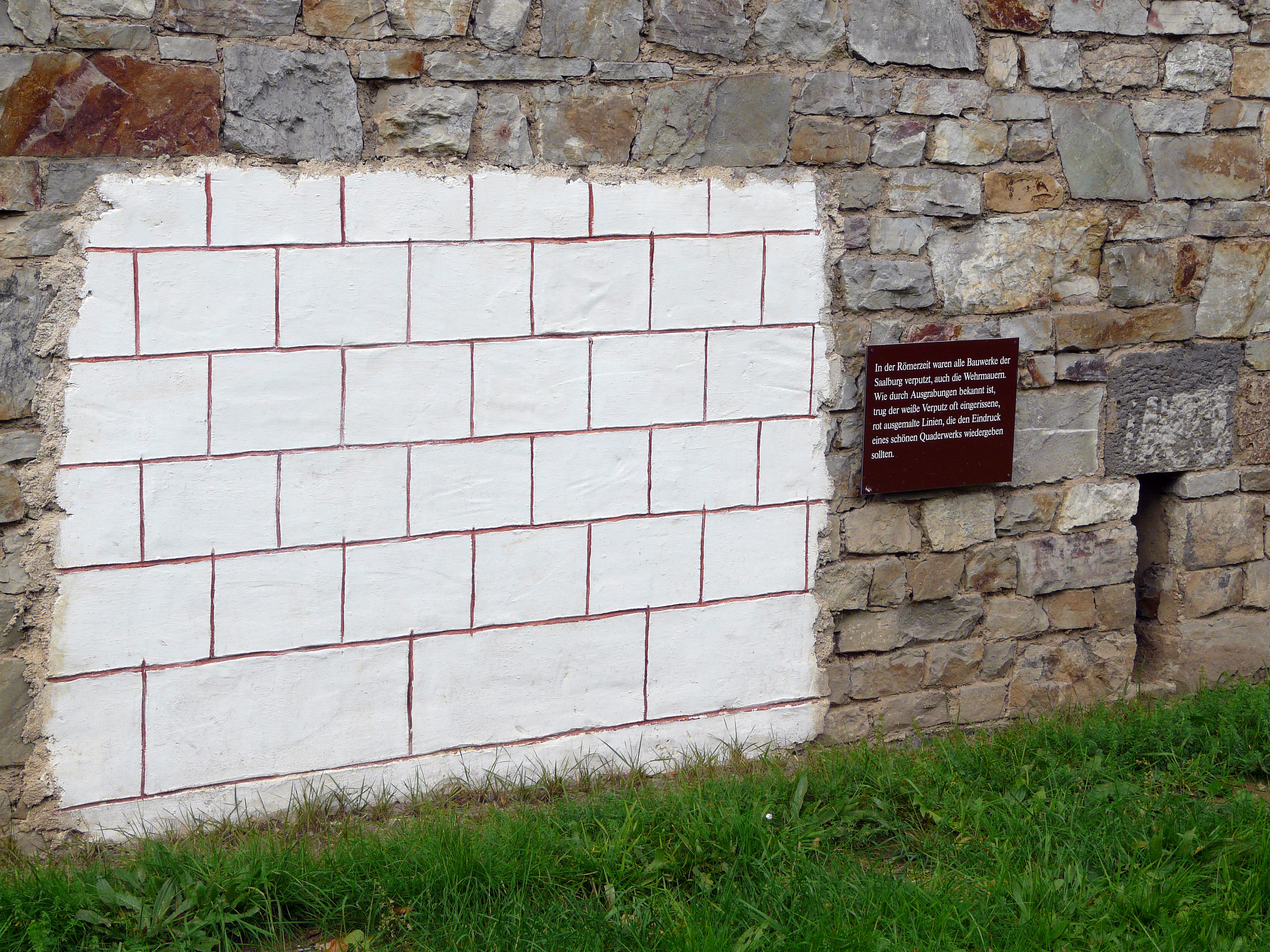
Rekonstruierter Verputz mit aufgemalter Quaderung, die Quadermauerwerk vortäuschen soll, wie es auch am Burgus Dunakeszi festgestellt wurde

Die bis zu 1,80 Meter starken Mauern der insgesamt 50,5 × 43 Meter umfassenden Anlage waren in einer damals weit verbreiteten Technik aus Bruchsteinen als Opus incertum mit gutem Mörtel ausgeführt, bei der in bestimmten Abständen aus Ziegeln gemauerte Bänder das Mauerwerk durchzogen. Das Steinmaterial bestand größtenteils aus Kalkstein und einem geringeren Anteil aus Andesit. Die Grundmauern des zentralen Wohn- und Wachturms waren 3,5 Meter stark. Möglicherweise ist hier mit einem besonders mächtigen Zentralbau zu rechnen. Konzeptionell ist der Burgus Dunakeszi mit dem Typus Verőcemaros-Dunamező identisch. Von den beiden schmäleren Flanken des zentralen Wehrturms ging seitlich je eine Flügelmauer parallel zum Donauufer ab. An ihren Endpunkten stand je ein Eckturm an den im rechten Winkel zur Flügelmauer erneut je eine Wehrmauer angeschlossen war, die in Richtung Ufer strebte. Dort schloss sie mit einem weiteren Turmbau ab. Die Mauern und Ecktürme umgaben somit ein unüberdachtes Geviert, das von dem großen Wohn- und Wachturm überragt wurde.
Die bautechnische Basis für die Gesamtanlage bildete – zumindest in der Uferzone – wahrscheinlich ein Pfahlrost. Abdrücke der hölzernen Pfosten konnte am erhaltenen Mauerwerk festgestellt werden. Die Bauzeit lag nach Überprüfung des Fundmaterials möglicherweise in den Jahren 374–375. Mráv nahm an, dass der Ländeburgus erst nach Beendigung des Quaden- und Jazygenkrieges 375 fertiggestellt wurde. So zeigte sich an den Mauern, dass diese im fundamentnahen Bereich sehr sorgfältig und mächtig ausgeführt waren, während die weiteren aufgehenden Strukturen dünnere Wände besaßen.
Die zur Donau führende südliche Wehrmauer war bei der letzten Ausgrabung noch 28 lang erhalten. Rómer hatte 1877 noch Spuren des einstigen weißen Außenputzes feststellen können, auf den in dunkelroter Farbe ein regelmäßiges Quadermauerwerk aufgemalt gewesen ist. Die Ausgrabungen von 2002 konnten diesen Befund bestätigen, da im Schutt des untersuchten Turmes große Mengen an bemalten Putzfragmenten zu Tage traten. Mráv hat durch seine Grabungen in dem 5,36 × 5,7 Meter großen südöstlichen Eckturm der Schiffslände mit seinen 1,3 dicken Mauern zwei zeitlich aufeinanderfolgende Fußbodenebenen festgestellt. Der aus dem darunterliegenden Fundament geborgene Ziegelstempel macht eine Datierung der Anlage in die Zeit des Kaisers Valentinian I. (364–375) möglich. Wie bereits der Archäologe Sándor Soproni vermutete, war der Burgus von Dunakeszi baulich mit dem von Verőcemaros-Dunamező verwandt. Ein vermuteter Graben, der als Annäherungshindernis hätte dienen können, wurde nicht gefunden.
Nur spärliche archäologische Angaben liegen über den donauseitigen Ausbau der Ländeburgi vor, da die über eineinhalb Jahrtausende wirkende Erosion durch den Fluss fast alle Spuren beseitigt hat. Lange Zeit glaubte die wissenschaftliche Forschung, dass das von Wehrmauern umschlossene Geviert der befestigten Schiffsanlegeplätze zur Donau hin geöffnet war. Anhand von alten Überlieferungen und Zeichnungen konnte dieses Vorstellung korrigiert werden. So verbreitet sich heute das Bild einer Anlage, die auch flussseitig geschlossen war und dort nur einen speziellen Eingang oder eine größere Öffnung besessen hat. Möglicherweise, um Schiffe vor feindlichen Angriffen gesichert an Land zu ziehen, wie dies der Altphilologe Wilhelm Schleiermacher (1904–1977) annahm.

## Funde
Die vielen vorgefundenen Stempel, deren Anzahl leider nicht bekannt ist, da in der Vergangenheit nur die Typen veröffentlicht wurden, lassen sich in zwei Gruppen einteilen. Die erste gehört zum Typus OF ARN. Dazu gehören:
- OF ARN MAXENTI A VIN,
- OF ARN MAXENTI A RP,
- [OF] AR BO[NO MAG],
- OF ARN VRSICINI MG,
- LEG X G MAG SATVRNINVS sowie
- LEG X GG VRCICINI CENT.

Die zweite gesellt sich mit den Stempeln der Militärtribunen Lupicinius, Caris, Terentianus und Valentinus sowie denen des Frigeridus dux dazu. Frigeridus amtierte zwischen 371 und 373/374 n. Chr. als militärischer Oberbefehlshabers der Provinz Valeria (Dux Valeriae ripensis), zu der Dunakeszi gehörte. Valentinus war in derselben Zeit als Stabsoffizier in der Provinz, während Lupicinus der Zeit nach 368 bzw. vor 377 n. Chr. zugeordnet werden muss. Die Ziegelstempel des Maxentius sind nach Meinung des Archäologen und Epigraphikers Barnabás Lőrincz (1951–2012) etwas älter und wurden zwischen 351 und 354 n. Chr. hergestellt. Andere Forschungsergebnisse, welche die Ziegelstempel dieser Person in den Provinzen Pannonia I und Valeria sowie im benachbarten Barbaricum analysierten, legen das Auftreten dieser Stempel entweder an das Ende der 50er Jahre des 4. Jahrhunderts oder in die letzten Jahre Valentinians I. Eine erste Namensnennung des Magisters Bonus hingegen geschah entweder bereits am Ende der Ära des Constantius II. oder gleichfalls in der nachfolgenden valentianischen Epoche. Valentinianische Stempel der in Vindobona (Wien) kasernierten Legio X Gemina mit den genannten Magistri figlinarum Dalmatius, Saturnius und Ursicinus fehlen bisher an den Brückenköpfen Verőcemaros-Dunamező, Tahitótfalu-Balhavár und weiteren ähnlichen Anlagen im Raum des Donauknies und der Donauinsel St. Andrä. Allerdings stimmen die Legionsstempel mit denen vom nordöstlich gelegenen Kastell Göd-Bócsaújtelep und vom Brückenkopf Bölcske überein. Mráv vermutete daher bisher unbekannte historische Zusammenhänge zwischen diesen drei Anlagen. Seit 2002 ist auch aus dem Fundament des südlichen Eckturms am Burgus Dunakeszi der oben schon genannte Stempel [LEG X G MAG SAT]VRNINVS bekannt. Die Stempel der OF ARN-Gruppe (unsichere Auflösung der Buchstaben zu: Officinae auxiliares ripenses) lassen sich in die Zeit der Herrschaft der Kaiser Constantius II. (337–361) und Valentinian datieren. Da sich die Stempelabkürzungen AR, ARN bzw. ARAN einstweilen jedoch nicht eindeutig erklären lassen, bleiben die bisherigen Übersetzungsvorschläge spekulativ.

## Sarmatische Siedlung Dunakeszi-Alagi Major
In den Jahren 1995–1996 führten die Archäologen László Simon und Gabriella Kulcsár in Dunakeszi-Alagi major Grabungen durch. Dieser Ortsteil liegt südöstlich des Brückenkopfs Dunakeszi. Entlang der in diesem Bereich zur Donau rund 3,5 Kilometer entfernten Autobahn M2 (E77), am nordwestlichen Saum des Mogyoród-Baches, stießen die Ausgräber auf eine sarmatische Ansiedlung, die aus vier Grubenhäusern und 13 Entwässerungs- bzw. Umfriedungsgräben bestand. Zudem legten sie einige spätbronzezeitliche und mittelalterliche Gruben des 13.–14. Jahrhunderts frei und fanden einen vermutlich spätmittelalterlichen Brunnen.
Zum Fundgut zählten einige Perlen und Fibelfragmente sowie große Mengen an Tierknochen. Neben sarmatischen Keramikresten fand sich ein sehr hoher Anteil an römischen Waren. Dazu zählten mögliche Fragmente von Amphoren und Vorratsgefäßen sowie Keramikbruchstücke mit Stempel- bzw. Barbotineverzierung. Von den Funden machte die Terra Sigillata 123 Scherben aus. Es wurde festgestellt, dass nur zwei, wahrscheinlich spätantoninische Stücke aus dem mittelgallischen Töpferzentrum Lezoux stammten. Alle anderen Bruchstücke, darunter 35 von dekorierten Schüsseln, wurden in Rheinzabern (Tabernae), Westerndorf und Pfaffenhofen am Inn hergestellt. Die 14 dekorierten Sigillaten aus Pfaffenhofen datieren in den dortigen Produktionszeitraum von um 210/220 bis etwa zwischen 260 und 280. Die größte geschlossene Zahl an Sigillatenscherben, 48 Stück, stammen – ähnlich wie auch an anderen barbarische Fundplätzen – aus Rheinzabern und machen 38 Prozent der Terra-Sigillata-Funde in Dunakeszi aus. Der ungarischen Keramik-Spezialist Dénes Gabler geht davon aus, dass keine der rheinischen Terra-Sigillata-Scherben vor den Markomannenkriegen (166–180) nach Dunakeszi gekommen ist. In diesem Krieg waren die Kataphrakten der Sarmaten, im Speziellen der Stamm der Jazygen, neben den angreifenden Germanen einer der Hauptgegner Roms. Nach dem Friedensvertrag von 175 mussten die Jazygen das Grenzland zur Donau auf einem rund 30 Kilometer breiten Steifen räumen, durften jedoch bereits 179 wieder dorthin zurückkehren. Alle Sigillaten zusammengenommen sind der spätantoninisch-severischen Zeit zuzuordnen, als die von Rom verordnete Sperrzone wieder aufgehoben worden war. Kämpfe und Kriege mit den Jazygen fanden im 3. Jahrhundert unter den Kaisern Maximinus Thrax (235–238), Carus (282–283) und Diokletian (284–305) statt.

## Denkmalschutz
Die Denkmäler Ungarns sind nach dem Gesetz Nr. LXIV aus dem Jahr 2001 durch den Eintrag in das Denkmalregister unter Schutz gestellt. Der Burgus Dunakeszi sowie alle anderen Limesanlagen gehören als archäologische Fundstätten nach § 3.1 zum national wertvollen Kulturgut. Alle Funde sind nach § 2.1 Staatseigentum, egal an welcher Stelle der Fundort liegt. Verstöße gegen die Ausfuhrregelungen gelten als Straftat bzw. Verbrechen und werden mit Freiheitsentzug von bis zu drei Jahren bestraft.